# Suplement (film)
Suplement – polski film psychologiczny z 2002 roku w reżyserii Krzysztofa Zanussiego. Zdjęcia trwały od lipca do 28 sierpnia 2001.

## Fabuła
Film przedstawia losy bohaterów poprzedniego filmu Zanussiego pt. Życie jako śmiertelna choroba przenoszona drogą płciową. Filip chce pomagać ludziom, ale przechodzi rozterki – nie potrafi podjąć decyzji czy wybrać życie w klasztorze, czy też kontynuować studia medyczne i zacieśnić swój związek z Hanką. Suplement jest reminiscencją Iluminacji, którą Zanussi nakręcił 30 lat wcześniej.

## Obsada
- Paweł Okraska – Filip, student medycyny
- Monika Krzywkowska – Hanka
- Karol Urbański – Andrzej, brat Filipa
- Zbigniew Zapasiewicz – Tomasz Berg
- Tadeusz Bradecki – zakonnik Marek
- Szymon Bobrowski – Karol
- Paweł Audykowski – asystent Karola
- Michał Sieczkowski – pianista
- Ireneusz Machnicki – dyżurny w noclegowni dla bezdomnych
- Andrzej Mastalerz – bezdomny
- Jacek Borcuch – uczestnik imprezy u Karola
- Jerzy Nasierowski − asystent profesora